# 61 (число)
61 (шестьдесят один) — натуральное число, расположенное между числами 60 и 62.

## В математике
- Недостаточное число[1]
- Odious number[1]
- Бесквадратное число[1]
- Число Кита
- 18-е простое число (парное — 59 и 61 — простые числа близнецы)[1]
- 261 = 2305843009213693952
- 61-е число Фибоначчи, равное 2 504 730 781 961 — наименьшее пандигитальное число Фибоначчи[2][1].11
- Это наименьшее простое число,которое прочитанное справа налево становится квадратом натурального числа (16)[2][1]. Это также наименьшее целое число результат возведения которого в самоё себя (6161) имеет сумму цифр, являющуюся квадратом натурального числа[1].
- Только для трёх двузначных чисел (21, 61 и 84) можно получить путём возведения в квадрат некоего натурального числа число, оканчивающееся на пятикратное повторённое искомое число[3]. Для числа 61 это будет 1 318 820 881² = 1739288516161616161[4].
- В пространстве размерности 61 выполняется обобщённая гипотеза Пуанкаре, в том числе её вариант, называемый гладкой гипотезой Пуанкаре; иными словами, в пространстве размерности 61 нет экзотических сфер. Это единственная нечётная размерность, большая 5, которая обладает таким свойством[5].

## В науке
- Атомный номер прометия

## В других областях
- 61 год; 61 год до н. э., 1961 год
- ASCII-код символа «=»
- 61 — Код субъекта Российской Федерации и Код ГИБДД-ГАИ Ростовской области.
- По единой нумерации моделей вагонов 61 — обозначение электропоездов (61-21, 61-62 и так далее).